# Daniel Wiffen
Daniel Wiffen (Magheralin, 14 de julio de 2001) es un deportista irlandés que compite en natación, especialista en el estilo libre.
Participó en dos Juegos Olímpicos de Verano, en los años 2020 y 2024, obteniendo dos medallas en París 2024, oro en 800 m libre y bronce en 1500 m libre.
Ganó dos medallas de oro en el Campeonato Mundial de Natación de 2024 y tres medallas de oro en el Campeonato Europeo de Natación en Piscina Corta de 2023. En diciembre de 2023 estableció una nueva plusmarca mundial de los 800 m libre en piscina corta (7:20,46).
Estudió Ciencias de la Computación en la Universidad de Loughborough. En 2013 apareció como extra en la serie de televisión de HBO Juego de tronos.

## Palmarés internacional
| Juegos Olímpicos                    | Juegos Olímpicos  | Juegos Olímpicos  | Juegos Olímpicos |
| Año                                 | Lugar             | Medalla           | Prueba           |
| ----------------------------------- | ----------------- | ----------------- | ---------------- |
| 2024                                | París (Francia)   | Medalla de oro    | 800 m libre      |
| 2024                                | París (Francia)   | Medalla de bronce | 1500 m libre     |
| Campeonato Mundial                  |                   |                   |                  |
| Año                                 | Lugar             | Medalla           | Prueba           |
| 2024                                | Doha (Catar)      | Medalla de oro    | 800 m libre      |
| 2024                                | Doha (Catar)      | Medalla de oro    | 1500 m libre     |
| Campeonato Europeo en Piscina Corta |                   |                   |                  |
| Año                                 | Lugar             | Medalla           | Prueba           |
| 2023                                | Otopeni (Rumania) | Medalla de oro    | 400 m libre      |
| 2023                                | Otopeni (Rumania) | Medalla de oro    | 800 m libre      |
| 2023                                | Otopeni (Rumania) | Medalla de oro    | 1500 m libre     |